# Estádio Etelvino Mendonça
O Estádio Etelvino Mendonça ou Mendonção é um estádio de futebol localizado na cidade de Itabaiana, no estado de Sergipe e inaugurado em 7 de março de 1971 com o jogo entre Itabaiana e Grêmio (resultado final de 0x0).
Sendo a casa do Itabaiana quando manda os seus jogos, sua capacidade de público é de 10.000 pessoas, e está localizado entre a Praça Etelvino Mendonça e a Avenida Manuel Francisco Teles, no centro da cidade de Itabaiana. Conta com espaçosos vestiários, um gramado de excelente qualidade, iluminação para jogos noturnos e placar eletrônico. Uma curiosidade digna de nota é que o Itabaiana conseguiu ganhar apenas um título estadual nessa praça desportiva, exatamente no ano de 2005.
O estádio era denominado Presidente Emílio Garrastazu Médici em homenagem ao então presidente do Brasil na época da sua inauguração. Porém, em 14 de janeiro de 2016 teve sua nomenclatura alterada após um decreto estadual do então governador Jackson Barreto, passando a se chamar Etelvino Mendonça.
Em novembro de 2024 o Governador Fábio Mitidieri assinou uma lei, proposta pelo Deputado Estadual Marcos Oliveira, mudando o nome para Estádio José Queiroz da Costa “O QUEIROZÃO” em homenagem ao ex-presidente do Itabaiana, e grande patrono da equipe.  José Queiroz faleceu em novembro de 2024, e deixou seu legado no referido estádio. 

## Histórico

### A inauguração
"No dia da inauguração, naquela tarde festiva do dia 7 de março de 1971, a Olímpica de Itabaiana recebeu a visita da equipe do Grêmio de Porto Alegre. Foi uma tarde inesquecível e uma partida de futebol da melhor qualidade, apesar de o público ter voltado para casa sem ver gols, zero a zero foi o resultado final, mesmo com a equipe do Grêmio contando com a presença do tricampeão mundial, o lateral-esquerdo Everaldo, que travou um acirrado duelo com o veloz e habilidoso ponta-direita serrano Edmílson Santos, este não deu vida fácil ao famoso lateral. Vejamos então os protagonistas da festa:
ITABAIANA: Marcelo, Augusto, Humberto, Elísio e Messias; Gustinho, Bené e Zequinha; Edmilson, Horácio e Tatica;
Grêmio: Jair, Domingos (Espinosa), Di, Beto e Everaldo; Jadir (Júlio Amaral - Ivo), Gaspar e Caio; Flecha, Alcindo (Paraguaio) e Loivo;
O futebol serrano ganhara um palco a sua altura, ao seu nível, pois agora a cidade tinha um novo e moderno espaço para as apresentações do seu time. Sendo assim, desde aquele dia 7 de março de 1971 até os dias atuais, a Associação Olímpica de Itabaiana recebe seus convidados e joga contra seus adversários neste palco..." - Retirado de: Associação Olímpica de Itabaiana - Da Gênese ao Penta

### Reforma
Entre 2009 e 2010 o estádio esteve fechado para reformas. A obra recuperou a estrutura das antigas arquibancadas, além do fechamento do anel, aumentando em cerca de 30% a capacidade do estádio. Houve créscimo na altura do alambrado, construção de mais sanitários, construção de plataformas na arquibancada, instalação de novo placar eletrônico, revisão de cobertura em telha de fibrocimento e impermeabilização, dentre outros serviços para recompor toda a estrutura. Ao todo, a obra representou um investimento de R$ 2.089.575,18.

### Reabertura em 2011
O Médici foi reaberto no dia 30 de janeiro de 2011, com um amistoso preparatório para o Campeonato Sergipano entre o Itabaiana e o Estanciano. Na oportunidade o Tricolor venceu o Canarinho do Piauitinga por 3 a 0, com gols de Binho, Júlio César e Joaldo.
Para a reinauguração do Médici, os times assim formaram:
ITABAIANA: Érico, Jorginho (Claydir), Samir, Alexandre e Mica; Euler (Mazinho Sergipano), Júlio César, Diego Silva (Álvaro) e Murilo (Capela); Binho (Joaldo) e Cristiano Tiririca

Técnico: Samuel Cândido
Estanciano: Clézio, Léo (Almir), Sérgio (Orlando Buiú), Tales e Carlos Alberto (Alisson); Ednaldo (Ricardo), Rodrigo, Róbson Luís (Romário) e Robinho (Cleiton); Rael (Marcel) e Viola

Técnico: Luiz Pondé

### Mudança de nome do estádio
Com base na recomendação 49 da Comissão Nacional da Verdade, o então governador de Sergipe, Jackson Barreto, assinou um decreto estadual em 14 de janeiro de 2016 que alterava o nome de órgãos públicos que homenageiam pessoas que fizeram parte da Ditadura Militar no estado de Sergipe. Isso incluiu o Estádio Presidente Médici, que a partir desta data, passou a se chamar Estádio Etelvino Mendonça, em homenagem ao ex-político de Itabaiana e incentivador do esporte no município sergipano.